# Bocas del Drago
Bocas del Drago ist ein Corregimiento des Bezirks Bocas del Toro in der Provinz Bocas del Toro in Panama. Bei der Volkszählung im Jahr 2023 hatte es 2518 Einwohner. Das Corregimiento erstreckt sich über eine Fläche von 31,2 km².
Das Corregimiento wurde durch Gesetz Nr. 172 vom 19. Oktober 2020 geschaffen.

## Orte
Im Corregimiento Bocas del Drago befinden sich folgende Orte:
- Boca de Drago
- Bocas del Toro
- Boquet Bay
- Caracol Chiquito
- Ground Creek
- La Cabaña
- La Carretera
- La Colonia Santeña
- La Y Griega
- Little Bay
- Punta Caracol
- Quebrada Matombal
- Sunset Point